# Mount Epperly
Mount Epperly är ett 4 359 meter högt berg i Västantarktis. Chile gör anspråk på området. Erhard Loretan var först med att bestiga berget den 1 december 1994. Det berg som ligger närmast Mount Epperly är Mount Shinn som ligger cirka 3,5 km längre bort. 